# Gert Sibande (dystrykt)
Gert Sibande – dystrykt w Republice Południowej Afryki, w prowincji Mpumalanga. Siedzibą administracyjną dystryktu jest Secunda.
Dystrykt dzieli się na gminy:
- Albert Luthuli
- Msukaligwa
- Mkhondo
- Pixley Ka Seme
- Lekwa
- Dipaleseng
- Govan Mbeki